# Tiger Team
Tiger Team, seltener Tiger-Team, ist ein aus den USA übernommenes Wort (engl. tiger team), welches ursprünglich eine Gruppe bezeichnet, die mittels besonderer Aggressivität oder „freundlichen“ Angriffen, gerade auch für die „Angegriffenen“, von besonderem Nutzen sein soll. Inzwischen hat sich die Bedeutung erweitert.

## Bedeutungswandel
Im ursprünglichen militärischen Sprachgebrauch waren mit Tiger Teams Gruppen gemeint, die zur Aufgabe hatten, die Sicherheit etwa von militärischen oder anderen Einrichtungen zu prüfen, indem sie etwa Einbrüche oder Diebstähle versuchten bzw. simulierten. Das bekannteste dabei ist das Red Cell US Navy SEAL Tiger Team der United States Navy SEALs, das überwiegend nur diese Aufgabe wahrnimmt.
Auf den Computerbereich wurde das übertragen, so dass beispielsweise eine Gruppe von Hackern Angriffe über das Datennetz unternimmt, um die Sicherheit von Computereinrichtungen zu testen. In diesem Zusammenhang hat sich der Begriff Penetrationstest etabliert.
Aufgrund der insbesondere durch die Alliteration gegebenen Prägnanz des Begriffes Tiger Team hat er sich auch in der Wirtschaft, insbesondere im Bereich Qualitätssicherung verbreitet. Dabei wird eine Arbeitsgruppe zu einem Tiger Team erklärt, von der man eine besondere „Schlagkraft“, beispielsweise in puncto Zielerfüllung, Fleiß, Qualifikation oder Ehrgeiz erwartet und die vorzugsweise dann zum Einsatz kommt, wenn es außergewöhnliche Probleme zu lösen gilt. Die Gruppe setzt sich oftmals aus Experten verschiedener Fachrichtungen zusammen und steht teilweise außerhalb der normalen Hierarchie.